# 国民议会 (匈牙利)
国民议会是匈牙利的一院制立法机构，前身是最早出现于1290年的匈牙利議會。

## 历史
匈牙利国民议会於1989年匈牙利民主化運動結束共產統治後成立，並開始採單一選區兩票制選舉，1990－2014年，议会386名議員中，單一選區佔176名，政黨比例代表則是「區域名單」（regional list）152名及「全國名單」（national list）58名；值得注意的是不只單一選區，區域名單也採兩輪投票，但這是以投票率為基準，未達50%進入二輪，須達25%始可分配席次。而全國名單又稱「補償名單」（compensation list），依各政黨單一選區與區域名單落選者的總票數分配，有利於補償小黨。另外特殊之處，即區域名單分配後剩下票數未足以產生議席者，只要超過當選票數三分之二即可再分配一席，差額票數從全國名單票數扣除。雖有補償效果，且政黨比例代表多於單一選區席次，這種選舉方法卻常被分類在並立制。
2011年新憲法所通過定於2014年施行的國會選舉法，廢除兩輪投票制、區域與全國名單合併為「政黨名單」（party-list）並大幅減少名額，议会議席由386名減至199名，單一選區反多於政黨比例代表席次。
目前由199名民选议员组成，任期四年。政党至少获得5%的选票才有资格进入议会。议会中有数个专门委员会。目前青年民主主义者联盟占据议会席是第一大党，它和基督教民主人民黨是执政党。